# Виллемсе, Лаурин
Лаура (Лаурин) Эвелине Виллемсе (в замужестве — Галес) (нидерл. Laura Eveline (Laurien) Willemse (Gales), 26 марта 1962, Харлем, Нидерланды) — нидерландская хоккеистка (хоккей на траве), защитник. Олимпийская чемпионка 1984 года, бронзовый призёр летних Олимпийских игр 1988 года, чемпионка Европы 1987 года.

## Биография
Лаурин Виллемсе родилась 26 марта 1962 года в нидерландском городе Харлем.
Играла в хоккей на траве за «Неймегсе» из Неймегена и ХГК из Вассенара.
В 1984 году вошла в состав женской сборной Нидерландов по хоккею на траве на летних Олимпийских играх в Лос-Анджелесе и завоевала золотую медаль. Играла на позиции защитника, провела 4 марта, забила 1 мяч в ворота сборной Канады.
В 1987 году выиграла золотые медали чемпионата Европы в Лондоне и Трофея чемпионов в Амстелвене.
В 1988 году вошла в состав женской сборной Нидерландов по хоккею на траве на летних Олимпийских играх в Сеуле и завоевала бронзовую медаль. Играла на позиции защитника, провела 5 матчей, мячей не забивала.
После Олимпиады завершила игровую карьеру.
В 1981—1988 годах провела за сборную Нидерландов 83 матча, забила 11 мячей.